# Agustín Díaz Rojas
Agustín "Coruco" Díaz 16 de octubre de 1935 Cuernavaca, Morelos - 9 de diciembre de 1961 idem. Fue un futbolista mexicano. Cuando contaba con apenas 13 años, jugó en el Marte, equipo que formó el reportero y comentarista Juanito Zárate, distinto del Club Deportivo Marte, que fue campeón en la 1ª. División en la década de los años 50s. Su posición fue en la media cancha, siendo un jugador con amplia visión de campo y muy fino. Su apodo Coruco.
Posteriormente fue figura de los Cañeros del Club Atlético Zacatepec y reforzó al Atlas de Guadalajara, en esa época las Margaritas  para disputar el pentagonal de inauguración del Estadio Jalisco en 1959. Su última actuación dentro de un campo de juego fue el 19 de marzo de 1960 en el partido Zacatepec - Toluca correspondiente a la Copa México.
En septiembre de 1961 contrajo matrimonio y después sería diagnosticado con leucemia. Falleció el 9 de diciembre de 1961 en la ciudad de Cuernavaca, Morelos.
Actualmente el inmueble donde se juegan los partidos del Club Atlético Zacatepec lleva por nombre Estadio Agustín Coruco Díaz.